# William Watson (znanstvenik)
William Watson, angleški zdravnik in botanik, * 3. april 1715, † 10. maj 1787.
Leta 1772 je postal podpredsednik Kraljeve družbe.